# Assimilation
 For alternative betydninger, se Assimilation (flertydig). (Se også artikler, som begynder med Assimilation)
Assimilation betegner inden for samfundsvidenskaben som oftest, at en befolkningsgruppe kulturelt tilpasser sig en anden og derved indlemmes i denne ved at opgive eller ændre eksempelvis religiøse eller politiske overbevisninger. Blandt forskellige samfundsvidenskabelige discipliner er der en ophedet debat om definition, anvendelighed og relevans af disse begreber.